# Alonso Edward
Alonso Edward (8 de desembre de 1989) és un atleta panameny de velocitat.
Va néixer a Pedro Miguel, Panamà. Després de destacar al Campionat de Sud-amèrica júnior del 2007 i participar en el Campionat del Món júnior del 2008 es traslladà als Estats Units on entrenà al Barton County Community College a Kansas. L'any 2009 esclatà internacionalment assolint dues medalles d'or als Campionats de Sud-amèrica absoluts i la medalla d'argent al Campionat del Món absolut de Berlín en la prova dels 200 metres llisos.

## Competicions
| Any  | Competició                   | Seu                | Resultat | Prova | Temps (seg) |
| ---- | ---------------------------- | ------------------ | -------- | ----- | ----------- |
| 2007 | Campionat Sud-americà júnior | São Paulo, Brasil  | 1r       | 100m  | 10.28       |
| 2008 | Campionat del Món júnior     | Bydgoszcz, Polònia | 6è       | 100m  | 10.91       |
| 2009 | Campionat Sud-americà        | Lima, Perú         | 1r       | 100m  | 10.29       |
| 2009 | Campionat Sud-americà        | Lima, Perú         | 1r       | 200m  | 20.45       |
| 2009 | Campionat del Món            | Berlín, Alemanya   | 2n       | 200m  | 19.81 AR    |